# Cision
Cision Ltd. es una empresa de software y servicios de relaciones públicas y medios ganados. La empresa está constituida en las Islas Caimán y tiene su sede en Chicago, Illinois. Además de ofrecer servicios de la marca Cision, la empresa posee una cartera de empresas que incluyen PR Newswire, PRWeb, Bulletin Intelligence, L'Argus de la presse, Help a Reporter Out (HARO), CEDROM-SNI, Prime Research y Canada Newswire.

## Historia
En 2011, Cision AB vendió su filial finlandesa Oy Cision Finland AB a M-Brain Group.
El 15 de septiembre de 2014, Cision anunció la adquisición de Visible Technologies, una empresa de análisis de redes sociales. Ese mismo año, el 14 de octubre, Cision AB y Vocus anunciaron una "fusión amistosa" de las dos empresas de relaciones públicas. Cision, con sede en Suecia, trasladará su sede a Chicago, al igual que Vocus, con sede en Maryland, Estados Unidos. La empresa creó su sede en Chicago y la entidad hizo un rebranding a Cision.
Durante 2015, Cision también adquirió la empresa británica Gorkana. Gorkana ofrecía servicios de seguimiento, bases de datos periodísticos y análisis. El 15 de diciembre de 2015, Cision acordó adquirir PR Newswire de UBM plc por 841 millones de dólares.
El 29 de junio de 2017, Cision salió a bolsa a través de su fusión inversa con la empresa de adquisición con fines especiales Capitol Acquisition Corporation III. El 26 de diciembre de 2017, Cision acordó adquirir PRIME Research. La adquisición se completó el 24 de enero de 2018.
El 31 de enero de 2020, Platinum Equity completó la adquisición de Cision Ltd por 2.700 millones de dólares, lo que la convirtió en una empresa privada nuevamente. En septiembre de 2020, Cision nombró a Abel Clark director ejecutivo, en sustitución del director interino Brandon Crawley. Antes del nombramiento, Clark era director ejecutivo de TruSight.
Cision anunció la adquisición de Brandwatch en febrero de 2021 por 450 millones de dólares. Brandon Crawley regresó como director ejecutivo interino en febrero de 2022.
En abril de 2022, Cision adquirió Streem, una empresa de seguimiento de medios en tiempo real con sede en Australia. En noviembre de 2022, Cision adquirió Factmata, una empresa de tecnología de análisis y monitoreo de medios. En enero de 2023, Cali Tran se incorporó como directora ejecutiva.